# Elodes bertiae
Elodes bertiae es una especie de coleóptero de la familia Scirtidae.

## Distribución geográfica
Habita en Corcega (Francia).